# Stomotoca mira
Stomotoca mira är en nässeldjursart som först beskrevs av Fewkes 1887.  Stomotoca mira ingår i släktet Stomotoca och familjen Pandeidae. Inga underarter finns listade i Catalogue of Life.